# Кощеево (Шекснинский район)
Кощеево — деревня в Шекснинском районе Вологодской области.
Входит в состав сельского поселения Сиземского (с 1 января 2006 года по 8 апреля 2009 года входила в Еремеевское сельское поселение), с точки зрения административно-территориального деления — в Еремеевский сельсовет.
Расстояние до районного центра Шексны по автодороге — 28 км, до центра муниципального образования Чаромского по прямой — 7 км. Ближайшие населённые пункты — Горка, Фоминское, Романниково, Уварово, Колуберево, Саунино, Киселево.
По переписи 2002 года население — 21 человек (11 мужчин, 10 женщин). Всё население — русские.